# Likuwatang
Likuwatang is een bestuurslaag in het regentschap Alor van de provincie Oost-Nusa Tenggara, Indonesië. Likuwatang telt 739 inwoners (volkstelling 2010).